# Alice Sombath
Alice Dauphine Sombath (Charenton-le-Pont, 16 ottobre 2003) è una calciatrice francese, difensore dell'Olympique Lione e della nazionale francese.

## Carriera

### Club
Sombath si appassiona al calcio fin da giovanissima, iniziando a giocare dall'età di 8 anni nelle formazioni giovanili del CSOM Arcueil, dove rimane tra il 2011 e il 2013 prima di trasferirsi al Juvisy.
Rimasta per quattro stagioni con la società parigina, nel 2017 si trasferisce al Paris Saint-Germain, dove completa la sua formazione giocando nella squadra Under-19 con la quale vince il Challenge national U19, il campionato nazionale di categoria.
Nell'estate 2020 viene formalizzato il suo ingaggio da parte delle rivali dell'Olympique Lione, acquisto completato dall'arrivo anche della sua compagna di nazionale e del PSG Vicki Becho, operazione che risultò particolarmente poco gradita dal direttore sportivo del club parigino, Leonardo, dichiarando alla stampa che a seguito del comportamento scorretto del club avversario, reo di aver contattato diversi giocatori e giocatrici del PSG, che si sarebbe approcciato allo stesso modo. Al suo arrivo all'OL, Sombath ha firmato il suo primo contratto professionistico. A disposizione del tecnico Jean-Luc Vasseur, pur inserita in rosa già dalla finale di Coppa di Francia 2019-2020 un mese dopo il suo arrivo, alla sua prima stagione effettiva viene ancora aggregata alla formazione Under-19, e benché formalmente in rosa con la prima squadra già dalla stagione 2020-2021 per il suo esordio con la nuova maglia deve attendere la stagione successiva, debuttando in Division 1 Féminine, da titolare, alla 1ª giornata di campionato, nell'incontro casalingo vinto per 3-0 sulle avversarie dello Stade Reims. Il tecnico Sonia Bompastor decide in seguito di impiegarla con regolarità, e in quella stessa stagione arriva anche il debutto in UEFA Women's Champions League, il 14 ottobre 2021, rilevando Damaris Egurrola al 46' della 2ª giornata della fase a gironi nell'incontro vinto in casa per 5-0 con le portoghesi del Benfica.
Alla fine del 2021 ha esteso il suo contratto con l'OL fino al 2024.

### Nazionale
Il 30 novembre 2024 fa il suo esordio in nazionale maggiore, disputando da titolare la gara vinta 2-1 contro la Nigeria.

## Statistiche

### Presenze e reti nei club
Statistiche aggiornate al 30 maggio 2025.
| Stagione        | Squadra         | Campionato      | Campionato | Campionato | Coppe nazionali | Coppe nazionali | Coppe nazionali | Coppe continentali | Coppe continentali | Coppe continentali | Altre coppe | Altre coppe | Altre coppe | Totale | Totale |
| Stagione        | Squadra         | Comp            | Pres       | Reti       | Comp            | Pres            | Reti            | Comp               | Pres               | Reti               | Comp        | Pres        | Reti        | Pres   | Reti   |
| --------------- | --------------- | --------------- | ---------- | ---------- | --------------- | --------------- | --------------- | ------------------ | ------------------ | ------------------ | ----------- | ----------- | ----------- | ------ | ------ |
| 2019-2020       | Olympique Lione | D1              | -          | -          | CF              | 0               | 0               | UWCL               | -                  | -                  | SF          | -           | -           | 0      | 0      |
| 2020-2021       | Olympique Lione | D1              | 0          | 0          | CF              | -               | -               | UWCL               | 0                  | 0                  | SF          | -           | -           | 0      | 0      |
| 2021-2022       | Olympique Lione | D1              | 12         | 0          | CF              | -               | -               | UWCL               | 2                  | 0                  | SF          | -           | -           | 14     | 0      |
| 2022-2023       | Olympique Lione | D1              | 16         | 0          | CF              | 2               | 0               | UWCL               | 6                  | 0                  | SF          | 1           | 0           | 25     | 0      |
| 2023-2024       | Olympique Lione | D1              | 15         | 2          | CF              | 4               | 0               | UWCL               | 4                  | 0                  | SF          | -           | -           | 23     | 2      |
| 2024-2025       | Olympique Lione | PL              | 13         | 0          | CF              | 1               | 0               | UWCL               | 3                  | 0                  | SF          | -           | -           | 17     | 0      |
| Totale carriera | Totale carriera | Totale carriera | 56         | 2          | -               | 7               | 0               | -                  | 11                 | 0                  | -           | 1           | 0           | 79     | 2      |

### Cronologia presenze e reti in nazionale
| Cronologia completa delle presenze e delle reti in nazionale ― Francia | Cronologia completa delle presenze e delle reti in nazionale ― Francia | Cronologia completa delle presenze e delle reti in nazionale ― Francia | Cronologia completa delle presenze e delle reti in nazionale ― Francia | Cronologia completa delle presenze e delle reti in nazionale ― Francia | Cronologia completa delle presenze e delle reti in nazionale ― Francia | Cronologia completa delle presenze e delle reti in nazionale ― Francia | Cronologia completa delle presenze e delle reti in nazionale ― Francia |
| Data                                                                   | Città                                                                  | In casa                                                                | Risultato                                                              | Ospiti                                                                 | Competizione                                                           | Reti                                                                   | Note                                                                   |
| ---------------------------------------------------------------------- | ---------------------------------------------------------------------- | ---------------------------------------------------------------------- | ---------------------------------------------------------------------- | ---------------------------------------------------------------------- | ---------------------------------------------------------------------- | ---------------------------------------------------------------------- | ---------------------------------------------------------------------- |
| 30-11-2024                                                             | Angers                                                                 | Francia                                                                | 2 – 1                                                                  | Nigeria                                                                | Amichevole                                                             | -                                                                      |                                                                        |
| 30-5-2025                                                              | Tomblaine                                                              | Francia                                                                | 4 – 0                                                                  | Svizzera                                                               | UEFA Women's Nations League 2025 - 1° turno                            | -                                                                      |                                                                        |
| 20-6-2025                                                              | Valenciennes                                                           | Francia                                                                | 5 – 0                                                                  | Belgio                                                                 | Amichevole                                                             | -                                                                      |                                                                        |
| 27-6-2025                                                              | Grenoble                                                               | Francia                                                                | 3 – 2                                                                  | Brasile                                                                | Amichevole                                                             | -                                                                      | 67’                                                                    |
| 5-7-2025                                                               | Zurigo                                                                 | Francia                                                                | 2 – 1                                                                  | Inghilterra                                                            | Euro 2025 - 1° turno                                                   | -                                                                      |                                                                        |
| 9-7-2025                                                               | San Gallo                                                              | Francia                                                                | 4 – 1                                                                  | Galles                                                                 | Euro 2025 - 1° turno                                                   | -                                                                      |                                                                        |
| 13-7-2025                                                              | Basilea                                                                | Paesi Bassi                                                            | 2 – 5                                                                  | Francia                                                                | Euro 2025 - 1° turno                                                   | -                                                                      | 79’                                                                    |
| 19-7-2025                                                              | Basilea                                                                | Francia                                                                | 1 – 1 dts (5 - 6 dtr)                                                  | Germania                                                               | Euro 2025 - Quarti di finale                                           | -                                                                      | 85’                                                                    |
| Totale                                                                 |                                                                        | Presenze                                                               | 8                                                                      |                                                                        | Reti                                                                   | 0                                                                      |                                                                        |

## Palmarès

### Club

#### Competizioni nazionali
- Campionato francese: 1

Olympique Lione: 2022-2023
- Coppa di Francia: 2

Olympique Lione: 2019-2020, 2022-2023
- Supercoppa francese: 1

Olympique Lione: 2022

#### Competizioni internazionali
- UEFA Women's Champions League: 1

Olympique Lione: 2021-2022